# Diezma
Diezma là một đô thị trong tỉnh Granada, Tây Ban Nha. Theo điều tra dân số 2004 census (INE), the town has a population of 836 người.